# Nome du Pays de Nubie

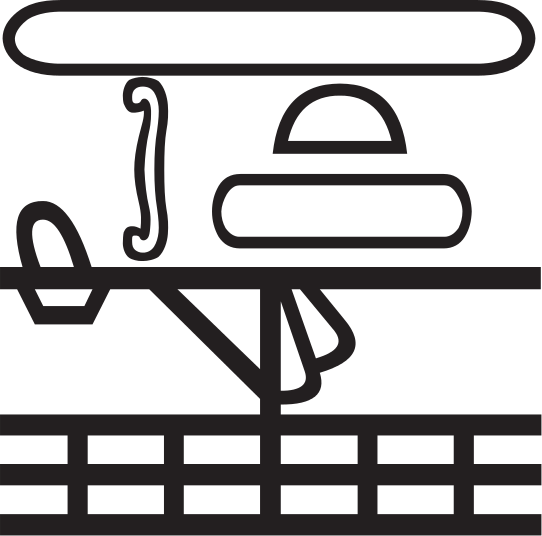
Hiéroglyphe symbole du Nome.

Le nome du Pays de l'Arc (Tȝ-Sty) est l'un des quarante-deux nomes (division administrative) de l'Égypte antique. C'est l'un des vingt-deux nomes de la Haute-Égypte et il porte le numéro un.

## Géographie
La particularité de ce nome, autre le fait qu'il est le plus méridional d'entre eux, est qu'il est le plus long de Haute-Égypte, avec près de 112 km de long. Le nome est situé entre la Nubie au sud et le nome du Trône d'Horus (2e) au nord,.

## Histoire
La région a toujours été une zone de contact entre les cultures égyptienne et nubienne. Ainsi, dès la fin de la période prédynastique, de la première cataracte au Ouadi Kubbaniya, des habitations et des poteries typiques de la cuture du Groupe A sont attestés, même si la poterie égyptienne est prédominante dans la région, y compris Éléphantine. Cependant, même si la région était d'une importance capitale pour le contrôle du commerce entre la Nubie et l'Égypte, la région restait faiblement habitée de part l'étroitesse de la vallée et donc de la faible surface de terres cultivables. Ainsi, il semble que les habitations se soient concentrées sur les quelques élargissements de la vallée et les embouchures des ouadis. Ceci a pour conséquence que les villages de la fin de la période prédynastique s'étendaient le long du fleuve tous les six kilomètres environ.
À partir de la Ire dynastie, la situation évolue drastiquement : les activités royales, notamment la construction d'une forteresse, sur l'île d'Éléphantine entraîne une concentration des activités civiles, et donc de la population à cet endroit. Le choix de ce lieu est probablement dû à la fois au rôle de verrou stratégique joué par la première cataracte, ainsi qu'à la présence de la plus large surface de terres cultivables de la région, aujourd'hui située sous la ville moderne d'Assouan. Une autre facette de l'économie de la région est la présence de ressources naturelles minérales importantes, notamment le granite rose, utilisé a minima dès le règne de Den pour la chambre funéraire de ce dernier à Abydos, mais aussi d'autres types de roche exploités pour la vaisselle de prestige (assiettes, vases, etc.), facette culturelle marquant fortement l'époque thinite.
Ainsi, dès le début de l'histoire égyptienne, cette région prend des rôles qu'elle conservera tout au long de l'histoire égyptienne : défensif, commercial et fournisseur de matières premières minérales.

## Divinités locales
Selon la liste des nomes de Sésostris Ier, la divinité principale de Ta-Séty était Horus : en effet, Horus l'Ancien était vénéré à Kôm Ombo avec Sobek. À Éléphantine était vénérée une triade formée du dieu Khnoum, de sa parèdre Satet et de leur fille Anouket ; ils étaient très vénérés en ce lieu de part leur lien avec l'inondation du Nil ; de plus, Satet avait pour épithète la « Maîtresse d'Éléphantine ». Satet était d'ailleurs la déesse tutélaire de la ville, un temple étant présent sur l'île depuis au moins la période thinite. Anouket était également vénérée sur l'île de Sehel, au cœur de la première cataracte. Sur cette même île se trouve également la fameuse stèle de la famine, dans laquelle il est fait appel au dieu Khnoum pour lutter contre la famine qui sévit à cause de sept années de faibles inondations.
L'île de Philæ était également un lieu où étaient vénérés les déesses Isis, pour qui a été construit un grand temple, et Hathor ainsi que le dieu Horus. En plus de ces dieux, le dieu nubien Arensnouphis y était vénéré comme l'atteste un petit kiosque qui lui était dédié ; ce dieu portait d'ailleurs en ce lieu l'épithète « compagnon d'Isis ». Il en va de même du dieu nubien Mandoulis, qui portait cette même épithète de « compagnon d'Isis » et auquel était dédié une petite chapelle. Ces divinités reflètent un mélange de traditions religieuses égyptiennes et nubiennes, témoignant de la synthèse culturelle de la région.

## Prophétie de Néferti
La Prophétie de Néferti, texte littéraire du Moyen Empire, mentionne que la mère d'Amenemhat Ier, fondateur de la XIIe dynastie, était originaire de Ta-Séty :

« Héliopolis ne sera plus le berceau d'aucun dieu. Un roi viendra du Sud et s'appellera Amény. Ce sera le fils d'une femme de Ta-Séty, un enfant de « L'intérieur de Nekhen ». Il s'emparera de la couronne blanche et prendra la couronne rouge : il réunira les Deux Couronnes et apaisera les Deux Dieux avec ce qu'ils veulent,. »

Le nom Ta-Séty peut se référer tout autant à la Nubie qu'au premier nome de Haute-Égypte. Ainsi, certains chercheurs interprètent cette mention comme le fait qu'Amenemhat Ier venait plutôt d'Éléphantine,, « L'intérieur de Nekhen » signifierait d'ailleurs le sud de la Haute-Égypte. D'autres, s'ils sont d'accord sur le fait que la mention « L'intérieur de Nekhen » indique la région du sud de la Haute-Égypte, privilégient une origine nubienne de la mère du roi, Ta-Séty se rapportant à cette époque plutôt à la Nubie qu'au premier nome.

## Nomarques notables

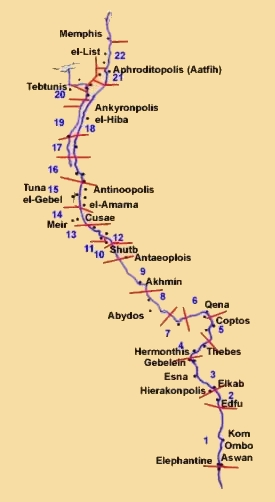
Les nomes de Haute-Égypte

Parmi les nomarques notables, on retrouve les personnages suivants :
- Hirkhouf (règnes de Mérenrê Ier et de Pépi II)
- Heqaib (règne de Pépi II),
- Sarenpout Ier (règne de Sésostris Ier),
- Sarenpout II (en) (milieu de la de la XIIe dynastie),
- Heqaib III (en) (fin de la XIIe dynastie),
- Amenyseneb (fin de la XIIe dynastie)

## Lieux principaux

### Première cataracte
- Debod
- Biggeh
- Philæ
- Île de Sehel
- Éléphantine
- Assouan

### Autres lieux
- Ouadi Kubbaniya
- Kôm Ombo
- Gebel Silsileh